# プラエノーメン
プラエノーメン（praenomen）は、古代ローマにおけるローマ市民（奴隷を除く自由民）の男性の個人名。「プラエノーメン」の語義は、英語のファーストネーム（first name）に相当する。なお、女性の名前はみな、所属する氏族名の女性形であった。

## 概要
家柄のあるローマ市民（自由民）の男性の人名は、次の3～4の名前で構成されることが多かった。
個人名 praenomen ＋ 氏族名 nomen gentile ＋ 家族名 cognomen（＋添え名 agnomen）
また、ローマ人の名前は、常に格変化して表された。
プラエノーメンの数はかなり限られており、頭文字だけで通じるものが多かった。このためか、当時は頭文字で記すのが公式な表記であった。
例えば、ガイウス・ユリウス・カエサル（Gaius Julius Caesar）は、主格では「C.IVLIVS CAESAR」と表記された。ガイウス（Gaius）やグナエウス（Gnaeus）などの頭文字が、G ではなくC なのは、C がかつては「g」音であったときの名残りである。
下表に、共和政ローマ末期の代表的なプラエノーメンを示す。
| 頭文字      | ラテン語綴り | 日本語表記   | 備考                                                    |
| ----------- | ------------ | ------------ | ------------------------------------------------------- |
| A.          | Aulus        | アウルス     |                                                         |
| Ap. か App. | Appius       | アッピウス   |                                                         |
| C.          | Gaius        | ガイウス     |                                                         |
| Cn.         | Gnaeus       | グナエウス   |                                                         |
| D.          | Decimus      | デキムス     | 「10番目生まれ」または「第10月（December 12月）生まれ」 |
| Fl.         | Flavius      | フラウィウス |                                                         |
| K.          | Kaeso        | カエソー     |                                                         |
| L.          | Lucius       | ルキウス     | 「光（Lux）」から                                       |
| M.          | Marcus       | マルクス     | 3月（Martius）生まれ」                                  |
| M'.         | Manius       | マニウス     | 「5月（Maius）生まれ」                                  |
| Mam.        | Mamercus     | マーメルクス |                                                         |
| N. か Num.  | Numerius     | ヌメリウス   |                                                         |
| P.          | Publius      | プブリウス   |                                                         |
| Q.          | Quintus      | クイントゥス | 「第5月（Quīntīlis 7月）生まれ」                        |
| Ser.        | Servius      | セルウィウス |                                                         |
| Sex. か S.  | Sextus       | セクストゥス | 「6番目生まれ」                                         |
| Sp.         | Spurius      | スプリウス   |                                                         |
| T.          | Titus        | ティトゥス   |                                                         |
| Ti. か Tib. | Tiberius     | ティベリウス | 「ティベリス川（Tiberis）                               |

また、日本語の「太郎（一郎）」「次郎」「三郎」に類する生まれ順の名前として、プリムス（Primus）、セクンドゥス（Secundus）、テルティウス（Tertius）、クァルトゥス（Quartus）、クィーントゥス（Quintus）、セクストゥス（Sextus）、セプティムス（Septimus）、オクタウィウス（Octavius）、ノニウス（Nonius）、デキムス（Decimus）が用いられた。ただし、名前と生まれ順が正しく対応していないような場合もあったらしい。
このほかにも、外来語系のサルウィウス（Salvius）、スタティウス（Statius）、ウィブリウス（Viblius）などがある。帝政ローマ時代になって異民族がローマ化するにつれて、プラエノーメンも多様化していったと思われる。